# Ciseaux de secours
 (décembre 2023).
Si vous disposez d'ouvrages ou d'articles de référence ou si vous connaissez des sites web de qualité traitant du thème abordé ici, merci de compléter l'article en donnant les références utiles à sa vérifiabilité et en les liant à la section « Notes et références ».

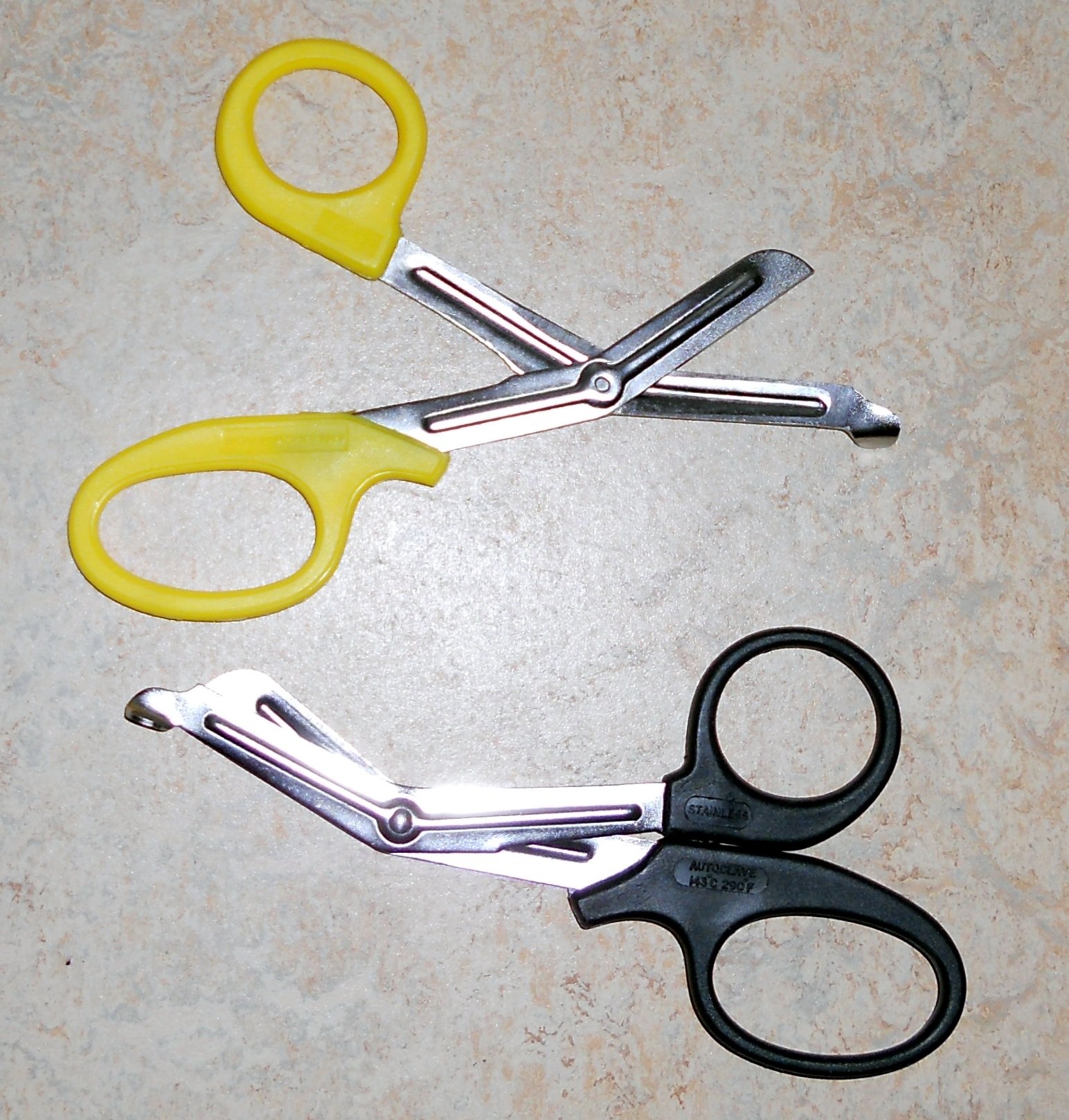
Ciseaux de secours.

Les ciseaux de secours, parfois appelés ciseaux Jesco (marque commerciale), sont des paires de ciseaux utilisées en secourisme pour couper rapidement les vêtements d'une victime. L'extrémité des lames est arrondie et la lame inférieure possède un guide pour glisser sur la peau sans provoquer de lésion. L'angle de 45° entre les lames et les poignées permet de dégager ces dernières du corps de la victime.
Les matériaux sont choisis afin que les ciseaux puissent être stérilisés par autoclave.